# Microberlinia brazzavillensis
Microberlinia brazzavillensis (лат.) — вид деревьев рода Microberlinia семейства Бобовые. Произрастает в Западной Африке (Габон и соседние районы Конго, Камерун).

## Ареал, условия произрастания и экология
Ареал этого вида ограничен двумя прибрежными регионами в Конго и Габоне (регион Фернан Ваз), произрастание этих деревьев в Камеруне под вопросом.
Этот вид деревьев встречается изредка единичными экземплярами во влажных тропических лесах Габона, плотность его произрастания оценивается в одно дерево на квадратный километр леса. Семена этих деревьев большие и тяжёлые, что не даёт им рассеиваться далеко от родительского дерева.

## Использование
Используется как источник ценной древесины под названием зебрано, используемой для изготовления декоративной фанеры и различных художественных изделий. Её применяют также при производстве лыж.
Экспортируется как из Габона так и из Конго.

## Природоохранный статус и мероприятия
Вырубка ведётся в небольших масштабах и пока не ставит под угрозу популяцию этих деревьев.